# Beate Stoffers

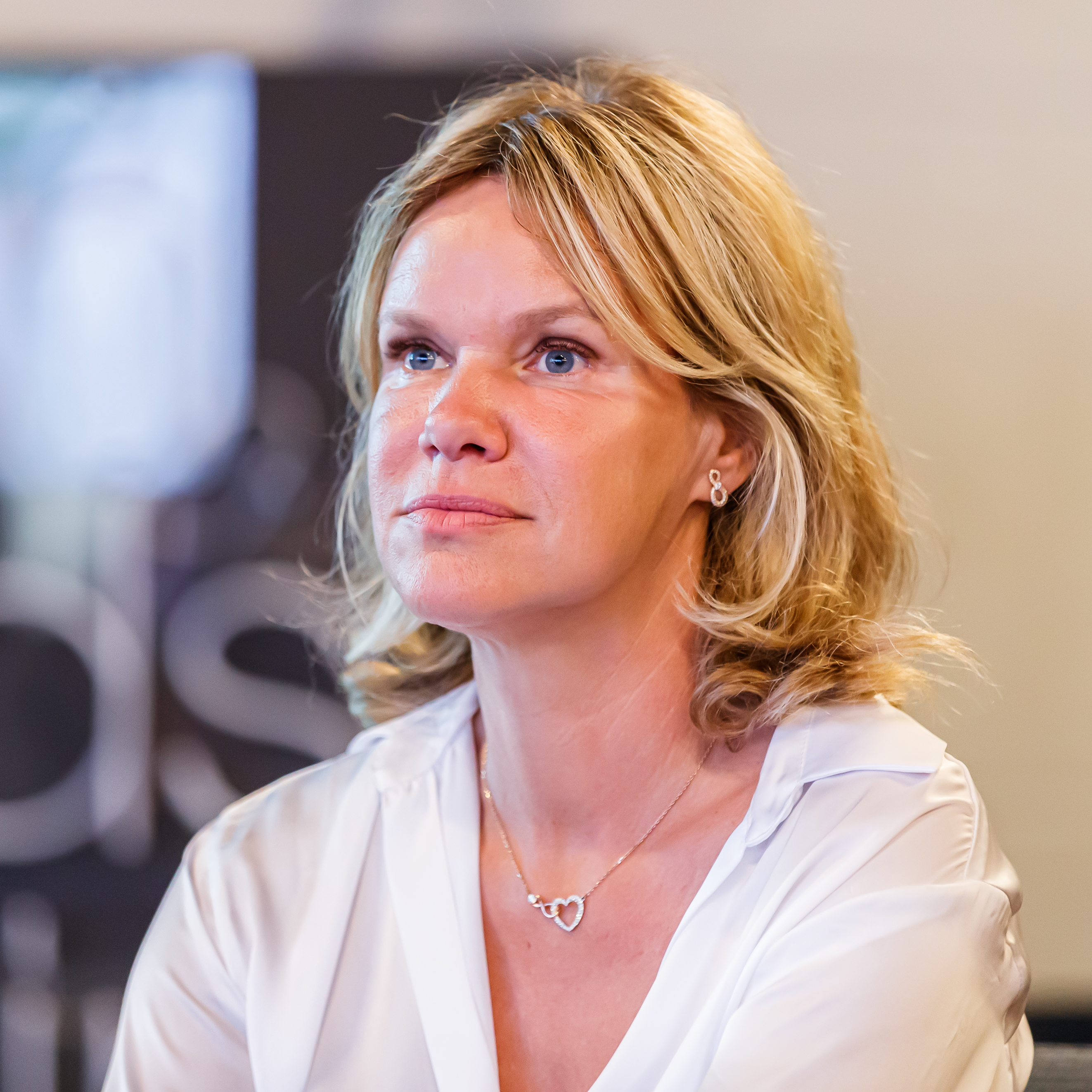
2023 bei einer Talkrunde

Beate Stoffers (* 11. März 1968 in Jena) ist eine deutsche ehemalige Bildungspolitikerin (SPD). Von April 2019 bis Dezember 2021 war sie Staatssekretärin in der Berliner Senatsverwaltung für Bildung, Jugend und Familie. Seit Mai 2022 ist sie Geschäftsführerin sowie Vorständin und Vorstandssprecherin der Stiftung Zukunft Berlin.

## Leben
Stoffers floh mit ihrer Familie im Alter von einem Jahr aus der DDR nach West-Berlin. Sie besuchte die Grundschule am Rüdesheimer Platz, die Grunewald-Grundschule in Berlin-Wilmersdorf und das Walther-Rathenau-Gymnasium in Berlin-Grunewald, das sie im Jahr 1987 mit dem Abitur abschloss. Anschließend studierte sie bis 1992 Politikwissenschaft auf Diplom am Otto-Suhr-Institut der Freien Universität.
Nach ihrem Studium begann sie in verschiedenen Berliner Senatsverwaltungen zu arbeiten, unter anderem für Inneres (1993–1998) sowie drei Jahre (1998–2000) in der Senatsverwaltung für Stadtentwicklung unter Peter Strieder (SPD). Anschließend arbeitete sie für zehn Jahre im Bereich der Presse- und Öffentlichkeitsarbeit in der Privatwirtschaft, unter anderem beim Berliner Unternehmen Wall.
Im Jahr 2010 wechselte Stoffers wieder in die Senatsverwaltung für Bildung unter Jürgen Zöllner. Ihre Tätigkeit als Pressesprecherin übte sie auch nach der Ernennung von Sandra Scheeres zur Bildungssenatorin aus. Medien berichten, Stoffers gelte inzwischen als enge Vertraute von Scheeres.
Im April 2019 ernannte die Bildungssenatorin Scheeres Beate Stoffers zur Staatssekretärin; zuvor war sie die langjährige Sprecherin von Scheeres gewesen. Stoffers folgte damit Mark Rackles, der in den einstweiligen Ruhestand versetzt wurde. Im Zuge der Bildung des Senats Giffey schied sie im Dezember 2021 aus dem Amt aus.
Am 15. Mai 2022 trat sie die Nachfolge von Stefan Richter als Geschäftsführer der Stiftung Zukunft Berlin an.
Stoffers unterstützte den ehemaligen Schulleiter Dirk Stötzer für das Buch „Superlehrer + Superschule = supergeil“, in dem sie den Lehrerberuf bewerben.
Stoffers hat drei Kinder.

## Publikationen
- Dirk Stötzer: Superlehrer + Superschule = supergeil. Der beste Beruf der Welt. Goldmann, 2015. ISBN 3442175429